# Rybkożerek stokowy
Rybkożerek stokowy (Chibchanomys trichotis) – gatunek ssaka z podrodziny bawełniaków (Sigmodontinae) w rodzinie chomikowatych (Cricetidae). Występuje w Ameryce Południowej; według IUCN dane są niewystarczające do określenia zagrożenia.

## Zasięg występowania
Rybkożerek stokowy występuje we wschodnich Andach w skrajnie południowo-zachodniej Wenezueli i północno-środkowej Kolumbii.

## Taksonomia
Gatunek po raz pierwszy naukowo opisał w 1897 roku angielski zoolog Oldfield Thomas, nadając mu nazwę Ichthyomys trichotis. Opis ukazał się w czasopiśmie The Annals and Magazine of Natural History (obecnie Journal of Natural History). Jako miejsce typowe odłowu holotypu Thomas wskazał niziny w pobliżu rzeki Magdalena, w zachodniej Cundinamarce, w Kolumbii (w oryg. ang. W. Cundinamarca, in low country near to Magdalena R.). Na holotyp o numerze B.M. 97.7.2.2., który został odłowiony przez G.D. Childa jakiś czas przed 1897 rokiem składała się skóra i pęknięta czaszka. W rodzaju Chibchanomys takson ten został umieszczony przez Roberta Vossa w 1988 roku którego jest obecnie (2023) jedynym przedstawicielem.

### Etymologia
- Chibchanomys: Czibcza (hiszp. Chibcha) – kultura ludów żyjących w okresie konkwisty na wyżu Kolumbii, na wschód od górnego biegu rzeki Magdalena; μυς mus, μυος muos „mysz”[2].
- trichotis: gr. θριξ thrix, τριχος trikhos „włosy”[11]; -ωτις ōtis „-uchy”, od ους ous, ωτος ōtos „ucho”[12].

## Morfologia
Długość ciała (bez ogona) 113–125 mm, długość ogona 115–133 mm, długość ucha 6–10 mm, długość tylnej stopy 30–33 mm; masa ciała 35–50 g. Futro na grzbiecie jest koloru matowo szarego lub czarnego, z kontrastującym bladoszarym spodem ciała. Ogon jest dłuższy niż długość tułowia. Gatunek ten nie posiada wibrysów nadoczodołowych, a małżowiny uszne są ukryte w sierści na głowie. Na przedniej stopie znajduje się pięć oddzielnych opuszek kończynowych. Tylna stopa ma dobrze rozwiniętą grzywkę ze sztywnych, srebrzystych włosów, a pazur piątego palca wystaje poza staw międzypaliczkowy bliższy czwartego palca.

## Ekologia
Rybkożerek stokowy występuje w pobliżu małych górskich potoków graniczących z lasem mglistym na wysokości od 2400 do 2900 m n.p.m. Prowadzi półwodny i najprawdopodobniej nocny tryb życia. Głównym pożywieniem rybkożerka stokowego są wodne owady, w tym larwy chrząszczy należących do Scirtidae, larwy muchówek z rodziny Tipulidae, larwy chruścików z rodziny Leptoceridae i nimfy jętek z rodzin Leptophlebiidae i Tricorythidae oraz widelnice z rodziny Perlidae. 
Na temat zachowań godowych i rozrodczych jest bardzo mało informacji: dorosła samica schwytana w środku pory suchej (styczeń) miała pojedynczy zarodek.
Nie ma żadnych informacji na temat organizacji społecznych, areału osobniczego i migracji.

## Status i ochrona
W Czerwonej księdze gatunków zagrożonych Międzynarodowej Unii Ochrony Przyrody i Jej Zasobów został zaliczony do kategorii DD (ang. Data Deficient „brak danych”) ze względu na brak aktualnych informacji na temat jego zagrożeń, stanu populacji oraz wymagań ekologicznych. Zachodzi konieczność dalszych badań dotyczących rozmieszczenia i specyfiki siedlisk tego gatunku. Rybkożerek stokowy ten występuje na dwóch obszarach chronionych: Parque nacional El Tamá w Wenezueli i Parku Narodowym Chingaza w Kolumbii.